# 哈洛韋爾 (堪薩斯州)
哈洛韋爾（英語：Hallowell）為美國堪薩斯州切羅基縣的非建制地區。

## 歷史
聖路易斯-舊金山鐵路於哈洛韋爾境內設有一座車站。
此社區的郵政局於1878年2月6日開設，期間持續營運直到1987年2月14日終止。

## 延伸閱讀
- History of Cherokee County, Kansas; Nathanial Allison; Biographical Publishing; 646 pages; 1904. (Download 31MB PDF eBook)

## 外部連結
- USD 493（页面存档备份，存于）, local school district
- Cherokee County Map（页面存档备份，存于）, KDOT